# Antonae incrassata
Antonae incrassata är en insektsart som beskrevs av Leon Fairmaire. Antonae incrassata ingår i släktet Antonae och familjen hornstritar. Inga underarter finns listade i Catalogue of Life.